# رنز
شهر رنز (به فرانسوی: Ronse) در شهرستان اودنرد در استان فلاندری شرقی در منطقه فلاندری در کشور بلژیک واقع شده‌است.